# Pedro Sanguinetti
Pedro Sanguinetti Pérez (Lima, 6 de enero de 1977) es un exfutbolista peruano. Jugaba de defensa y tiene 48 años.

## Clubes
| Club                        | País | Año         |
| --------------------------- | ---- | ----------- |
| Lawn Tennis                 | Perú | 1998 - 2002 |
| Olímpico Somos Perú         | Perú | 2004 - 2006 |
| Loreto FC                   | Perú | 2007        |
| Colegio Nacional de Iquitos | Perú | 2008 - 2009 |
| Alianza Unicachi            | Perú | 2010 - 2011 |
| Sport Áncash                | Perú | 2012        |
| Defensor San Alejandro      | Perú | 2013        |
| Walter Ormeño               | Perú | 2014        |

## Palmarés

### Campeonatos nacionales
| Título           | Club                | País | Año  |
| ---------------- | ------------------- | ---- | ---- |
| Segunda División | Olímpico Somos Perú | Perú | 2004 |
| Segunda División | Olímpico Somos Perú | Perú | 2005 |

### Distinciones individuales
| Distinción                                         | Año  |
| -------------------------------------------------- | ---- |
| Goleador de la Segunda División Peruana (12 goles) | 2000 |

- Datos: Q6070118